# Conrad in Quest of His Youth
Conrad in Quest of His Youth er en amerikansk stumfilm fra 1920 af William C. deMille.

## Medvirkende
- Thomas Meighan som Conrad Warrener
- Mabel Van Buren som Nina
- Mayme Kelso som Gina
- Bertram Johns som Ted
- Margaret Loomis som Roslind
- Sylvia Ashton som Mary Page
- Kathlyn Williams som Adaile
- Charles Ogle som Dobson
- Ruth Renick som Tattie
- A. Edward Sutherland